# Good Vibrations – Sex vom anderen Stern
Good Vibrations – Sex vom anderen Stern (engl. What Planet Are You From?) ist eine US-amerikanische Filmkomödie aus dem Jahr 2000. Die Regie führte Mike Nichols, das Drehbuch schrieben Garry Shandling, Michael Leeson, Ed Solomon und Peter Tolan. Die Hauptrollen spielten Garry Shandling und Annette Bening. Der Film startete am 1. Juni 2000 in den deutschen Kinos.

## Handlung
Harold Anderson ist ein Außerirdischer, der einer Zivilisation angehört, die keine Emotionen mehr besitzt und die die Fortpflanzung durch das Klonen praktiziert. Daher haben sich die Geschlechtsorgane der Außerirdischen im Verlauf der Evolution rückentwickelt. Die fremde Zivilisation wird von Graydon angeführt. Anderson wird in einem Trainingsverfahren ausgewählt und auf die Erde geschickt, um mit einer irdischen Frau Kinder zu zeugen, was der Eroberung der Erde dienen soll. Da die Außerirdischen keinen Penis mehr besitzen, wird Anderson dafür ein künstliches Glied „angeschraubt“, welches während einer Erektion laute, brummende Geräusche von sich gibt.
Anderson findet einen Job in der Finanzbranche und lernt Susan kennen, mit der er Geschlechtsverkehr haben möchte und in die er sich letztlich verliebt. Der Ermittler Roland Jones von der Flugaufsichtsbehörde überprüft Harold, da die Außerirdischen bei ihrer Reise zur Erde stets während des Fluges in Passagierflugzeuge einsteigen, wodurch es zu heftigen Turbulenzen kommt.
Als die Situation um Anderson und dessen Zeugungsakt immer verworrener wird, kommt Graydon auf die Erde, um die Lage besser zu kontrollieren und Harold an seine Aufgabe der Vorbereitung der Eroberung zu erinnern. Am Ende bedroht er Harold und die Menschen und wird von Jones erschossen. Daraufhin wird Harold Anderson zum Anführer der Außerirdischen ernannt.

## Kritiken
„Eine nur selten spaßige Sexklamotte mit pubertärer Handlung. Zwar sind einige Gags durchaus gelungen, unterm Strich aber ist der Film nur die aufwändige Bebilderung eines Herrenwitzes.“

„Nichols’ Studie übers Paarungsverhalten der Erdlinge ist bis in kleinere Rollen gut besetzt, u. a. mit Greg Kinnear, Linda Fiorentino, John Goodman und Ben Kingsley. Trotz derber Zoten (etwa ein surrendes elektronisches Gemächt als Dauerpointe) ist das ganz amüsant. Fazit: Sexualschabernack mit oberkruden Gags.“

„Was einen zuerst überrascht ist, dass ‚Good Vibrations – Sex vom andern Stern‘ ein Mike Nichols-Film sein soll. […] Doch, es handelt sich um denselben Mike Nichols, der es sich hier nun erlaubt, auf dem Niveau von ‚American Pie‘ herumzublödeln. Die Parabel von Männern und Frauen, die von einem anderen Planeten zu stammen scheinen, bleibt an der Oberfläche – genau wie die platten Gags. Und doch: Für 105 Minuten unbeschwertes Amüsement ist ‚Good Vibrations‘ bestens geeignet. Das liegt vor allem an der herrlichen Mimik seines Hauptdarstellers Garry Shandling, der auch als Produzent und Drehbuchautor verantwortlich zeichnet. Übrigens, noch jemand war hier mit an Bord, von dem man sonst ‚anspruchsvollere‘ Werke gewöhnt ist: Kameramann Michael Ballhaus … Allerdings hatten sie alle ihren Spaß an diesem herrlich albernen Stoff.“

## Weiteres
Der Film hatte Produktionskosten von 60 Millionen US-Dollar gehabt und spielte ca. 14 Millionen Dollar wieder ein.